# Miklós Kállay
Miklós Kállay de Nagykálló (23. ledna 1887 Nyíregyháza – 14. ledna 1967 New York) byl maďarský politik, který sloužil jako předseda vlády Maďarska během druhé světové války, od 9. března 1942 do 22. března 1944.

## Život
Narodil se ve vlivné šlechtické rodině. V letech 1921 až 1929 byl županem svého kraje. Poté vstoupil do vlády. Sloužil nejprve jako zástupce státního tajemníka na ministerstvu obchodu (1929–1931) a později jako ministr zemědělství (1932–1935). Rezignoval v roce 1935 na protest proti pravicové politice premiéra Gyuly Gömböse. Většinu zbytku dekády se držel mimo politiku. Začátkem roku 1942 se maďarský regent admirál Miklós Horthy snažil vytvořit určitou distanc mezi sebou a Hitlerovým režimem. Odvolal proněmeckého premiéra László Bárdossyho a nahradil ho umírněným Kállayem, od kterého očekával, že uvolní maďarské vazby na Německo. Za tím účelem se Kállay v roce 1943 chopil i postu ministra zahraničí.
Kállay úspěšně chránil uprchlíky a odolal nacistickému nátlaku na deportaci Židů. Navázal kontakt se západními Spojenci a vyjednal podmínky, za kterých by Maďarsko změnilo ve válce stranu. Spojenecká vojska však nebyla dostatečně blízko, aby plán změny stran bylo možno uskutečnit. Slíbil každopádně Spojencům, že se maďarská armáda bezpodmínečně vzdá, jakmile dosáhnou maďarských hranic. V židovské otázce ale přeci jen Němcům ustupoval. 24. října 1942 vyhlásil zvláštní daň z nemovitosti pro Židy, aby „zaručil vhodné bydlení pro křesťany“. „Židé se musí vzdát všech nadějí. Budou přijata další již vypracovaná opatření v blízké budoucnosti proti Židům. Udělám vše pro to, aby ekonomické klíčové pozice, které nyní zastávají Židé, byly co nejdříve převedeny na křesťany,“ komentoval to v dobovém tisku. Jeho vláda nicméně umožnila levicové opozici kromě komunistů fungovat bez větších postihů.
Němci v březnu 1944 Maďarsko vojensky obsadili, což přinutilo Horthyho sesadit Kállaye a nahradit ho poddajnějším Döme Sztójayem. Kállay proklouzl německým jednotkám, jež ho přišly zatknout a pokusil se najít azyl na tureckém velvyslanectví. Nakonec ho sám opustil a nechal se zatknout. Byl Němci poslán nejprve do koncentračního tábora Dachau a později do Mauthausenu. Koncem dubna 1945 byl spolu s dalšími prominentními vězni koncentračních táborů převezen do Tyrolska. Byl osvobozen 5. americkou armádou 5. května 1945.
V roce 1946 odešel do exilu. Nakonec se v roce 1951 usadil ve Spojených státech. V roce 1954 vydal své paměti.